# Три дорогі доньки (фільм)
«Три дорогі доньки» (англ. «Three Daring Daughters») — американський мюзикл 1948 року, знятий Фредом М. Вілкоксом. У головних ролях — Джанетт Макдональд, Хосе Ітурбі та Джейн Пауелл.

## Сюжет
На день закінчення Тессою Морган школи місіс Дрейк директорка помічає, що на урочистій церемонії відсутня матір Тесс, Луїза. Згодом виявляється, що та перед цим знепритомніла через перенавантаження на роботі. Доктор Кеннон ввечері розмовляє із доньками Луїзи: Тесс, Алікс та Ілкою. Він повідомляє дівчатам, що мати потребує цілковитого спокою і якнайподалі від роботи. Є один шлях — відправити Луїзу у відпустку. Спочатку жінка не погоджується, але доньки її умовляють. Луїза вирушає у морську подорож. На круїзному лайнері вона знайомиться із відомим диригентом Хосе Ітурбі. А дівчата в цей час вирішують знайти батька…

## У ролях
- Джанетт Макдональд — Луїза Рейтон Морган
- Хосе Ітурбі — грає сам себе
- Джейн Пауелл — Тесс Морган
- Едвард Арнольд — Роберт Нельсон
- Гаррі Девенпорт — доктор Кеннон
- Мойна МакГілл — місіс Сміт
- Елінор Донахью — Алікс Морган
- Енн Е. Тодд — Ілка Морган
- Кетрін Кард — Джонесі
- Ампаро Ітурбі —  грає саму себе